# Орден Республіки (Єгипет)
Орден Республіки — одна з вищих державних нагород Єгипту.

## Історія
Орден засновано урядовим законом № 333 у 1953 році. Статут переглядався двічі — законами № 528 в 1953 році і № 12 у 1972 році.

## Статут
Громадяни нагороджуються орденом Республіки за цивільні або військові заслуги перед державою. Нагороджені орденом після смерті удостоюються вищих військових почестей на похоронах.
Орденський ланцюг вручається громадянам Єгипту за найвищі заслуги перед республікою, а також іноземним принцам крові і главам держав.

## Ступені
Орден має шість ступенів:
 Ланцюг ордена Республіки
 Кавалер Великої стрічки
 Великий офіцер
 Командор
 Офіцер
 Кавалер
Так само ордену належить медаль ордена Республіки.

## Знаки ордена
Орден має два типи дизайну: до 1972 року і після.

## Кавалери
Деякі з нагороджених орденом:
- Алексєєв Володимир Миколайович — радянський адмірал
- Андре Мальро — французький письменник
- Хосні Мубарак — президент Єгипту
- Мухаммед Хуссейн Тантаві — міністр оборони та військової промисловості Єгипту
- Хамад ібн Іса Аль Халіфа — емір Бахрейна